# La Relève (film, 2013)
Pour les articles homonymes, voir La Relève.
Pour plus de détails, voir Fiche technique et Distribution.
La Relève (anglais : After the Dark ou The Philosophers) est un film de science-fiction américano-indonésien écrit et réalisé par John Huddles et sorti en 2013.

## Synopsis
Dans une école internationale de Jakarta (Indonésie), un professeur de philosophie soumet ses étudiants à une dernière expérience dans le cadre du dernier cours. Le groupe sera donc propulsé dans une simulation de fin du monde.
Pour survivre au cataclysme nucléaire, ils devront vivre pendant un an dans un bunker qui ne peut contenir que 10 des étudiants, alors qu'ils sont 21. Il leur faudra alors choisir qui sont les plus précieux pour assurer la survie de l'humanité. 

## Fiche technique
- Titre français : La Relève[1],[2]
- Titre original : The Philosophers ou After the Dark
- Réalisation : John Huddles
- Scénario : John Huddles
- Direction artistique : T. Moty D. Setyanto
- Chef décorateur : David Ingram
- Costumes : Shani Gyde
- Maquillage : Rolf John Keppler (makeup department head)
- Directeur de la photographie : John Radel
- Montage : William Yeh
- Musique : Jonathan Davis et Nicholas O'Toole
- Production : 
  - Producteur : John Huddles, Cybill Lui, George Zakk
  - Producteur exécutif : Mr. Balaji Rao, Eddy Sariaatmadja
  - Producteur associée : Jon Talarico
- Société(s) de production : An Olive Branch Productions, SCTV
- Société(s) de distribution : Phase 4 Films (États-Unis)
- Pays d’origine :  États-Unis /  Indonésie
- Année : 2013
- Langue originale : anglais
- Format : couleur – 35 mm – 1,85:1 – Dolby
- Genre : film fantastique
- Dates de sortie :
- Allemagne : 21 août 2013 (Fantasy Filmfest)
  -  États-Unis : 7 février 2014

## Distribution
- James D'Arcy : Mr Zimit (Professeur)
- Sophie Lowe : Petra
- Rhys Wakefield : James
- Bonnie Wright : Georgina
- George Blagden : Andy
- Jacob Artist : Parker
- Daryl Sabara : Chips
- Maia Mitchell : Beatrice
- Erin Moriarty : Vivian
- Freddie Stroma : Jack
- Katie Findlay : Bonnie
- Cinta Laura : Utami
- Philippa Coulthard : Poppie
- Hope Olaide Wilson : Omosedé
- Abhi Sinha : Kavi
- Toby Sebastian : Russell
- Melissa Le-Vu : Plum
- Darius Homayoun : Toby
- Taser Hassan : Nelson
- Chanelle Bianca Ho : Mitzie
- Natasha Gott : Yoshiko
- Kory Brown : Glen